# Andrés Miñano
Andrés Miñano fue un literato español del siglo XIX. Era abogado y magistrado.
Disgustado de las comedias sentimentales que, como la Misantropía y arrepentimiento de Kotzebue, entonces se representaban en los teatros, escribió una satírica contra aquellas, titulada El gusto del día, que en 1802 estrenó Isidoro Máiquez. Hizo en ella un papel cómico y salió disfrazado en a figura del poeta Juan Bautista Arriaza, a quien aborrecía, provocando la risa general del público. La comedia de Miñano, que es muy graciosa, se imprimió en Madrid el mismo año y se reimprimió en Valencia con un Discurso preliminar en que el autor explica el alcance de su sátira.